# Parroquia de Saint John (Dominica)
Saint John es una parroquia de Dominica. Limita con  Saint Andrew al este, y Parroquia de Saint Peter al sur. Tiene un área de 59 kilómetros cuadrados. La ciudad capital es Portsmouth.
Con una superficie de 59 km², según estimación 2010 cuenta con una población de 6.769 personas.

## Localidades
- Capucin
- Clifton
- Cottage
- Toucari
- Tanetane
- Bornes

El pico más alto es Morne aux Diables, con una altura de 861 metros.

## Educación
Saint John es conocida como sede de la universidad de Ross de América, en Picard State. La primera escuela secundaria rural de la isla fue abierta en esta parroquia en la década de 1960.

## Personalidades
Vía Portsmouth, la parroquia es el lugar de nacimiento del historiador local Lennox Honychurch, y primer ministro Rosie Douglas, que ocupó el cargo en el año 2000.

## Turismo
Las atracciones turísticas más conocidas de la parroquia son el río Indian y el parque nacional de Cabrits, constituido por la península de Cabrits y Fort Shirley.